# Thomas Schoorel
Thomas Jan Schoorel (Amsterdã, 8 de abril de 1989) é um tenista profissional holandês.
Em agosto de 2010, quebrou a barreira do Top 200 mundial.
Em 2011, ganhou dois Challengers no primeiro semestre, e conseguiu pela primeira vez se tornar um dos 100 melhores do mundo pela ATP em junho.
Encerrou o ano de 2011 como o número 133 do mundo.